# Enslaved: Odyssey to the West
Enslaved: Odyssey to the West, también conocido simplemente como Enslaved, es un videojuego de aventuras y acción programado por la compañía Ninja Theory para Namco Bandai Holdings, disponible para las plataformas PlayStation 3, Xbox 360 y Microsoft Windows. Fue lanzado a nivel mundial a principios de octubre de 2010. El argumento del videojuego está inspirado en la obra china Viaje al Oeste (que también sirvió como inspiración a Akira Toriyama para crear Dragon Ball).
El actor Andy Serkis, se encarga de interpretar a Monkey, el protagonista, al cual dio su rostro, voz y sus movimientos en las secuencias de video.

## Personajes
- Monkey (interpretado por Andy Serkis): Protagonista del juego, un hombre de pelo rubio, musculoso, ágil y de rostro malhumorado. Es el único personaje jugable. No tiene nombre propio, pero todos le llaman Monkey (Mono), en clara referencia al Rey Mono de la obra Viaje al Oeste.
- Trip (interpretada por Lindsey Shaw): Segunda protagonista del juego, experta en tecnología. Su nombre completo es Tripitaka, aunque todos la llaman Trip.
- Pigsy (interpretado por Richard Ridings): Amigo de Trip que se une al equipo a partir de la segunda mitad del juego. Va semidisfrazado como un cerdo. Es un experto en armamento.

## Sistema de juego
La acción se desarrolla en tercera persona y el juego está estructurado en 14 episodios, con tres niveles de dificultad disponibles. El jugador controla a Monkey, el cual puede andar, correr, saltar y luchar con su bastón. Monkey posee una gran agilidad y fuerza física, ya que se crio en la selva. Puede subir por árboles, edificios, tuberías y llegar a lugares de difícil acceso. 
Su considerable fuerza le permite luchar con un bastón especial que le permite realizar combinaciones de fuerza variable. También puede contraatacar, rodar por el suelo para evitar golpes enemigos y realizar un ataque desesperado cuando su bastón emite una luz roja. Sus habilidades, resistencia, defensa y ataques pueden incrementar recogiendo esferas de energía que puede canjear en el menú a cambio de nuevas características.
Monkey también va equipado con un transporte especial llamado Nube, que consta de un disco luminoso blanco con el que puede volar a ras del suelo y moverse a mayor velocidad. La Nube no se puede utilizar siempre, sólo en zonas concretas o en algunos jefes finales.